# Bledjan Rizvani
Bledjan Rizvani (Durazzo, 2 luglio 1985) è un ex calciatore albanese, di ruolo portiere, preparatore dei portieri del Teuta.

## Carriera

### Club
Cresciuto nel Teuta, squadra con la quale ha debuttato nella massima serie del campionato albanese nel 2004.

## Statistiche

### Presenze e reti nei club
Statistiche aggiornate al 17 maggio 2015.
| Stagione        | Squadra         | Campionato      | Campionato | Campionato | Coppe nazionali | Coppe nazionali | Coppe nazionali | Coppe continentali | Coppe continentali | Coppe continentali | Altre coppe | Altre coppe | Altre coppe | Totale | Totale |
| Stagione        | Squadra         | Comp            | Pres       | Reti       | Comp            | Pres            | Reti            | Comp               | Pres               | Reti               | Comp        | Pres        | Reti        | Pres   | Reti   |
| --------------- | --------------- | --------------- | ---------- | ---------- | --------------- | --------------- | --------------- | ------------------ | ------------------ | ------------------ | ----------- | ----------- | ----------- | ------ | ------ |
| 2002-2003       | Teuta           | KS              | 0          | 0          | CA              | 0               | 0               | -                  | -                  | -                  | -           | -           | -           | 0      | 0      |
| 2003-2004       | Erzeni          | KP              | ?          | -?         | CA              | 0               | 0               | -                  | -                  | -                  | -           | -           | -           | 0+     | 0+     |
| 2004-2005       | Teuta           | KS              | 0          | 0          | CA              | 0               | 0               | -                  | -                  | -                  | -           | -           | -           | 0      | 0      |
| 2005-2006       | Teuta           | KS              | 0          | 0          | CA              | 0               | 0               | -                  | -                  | -                  | -           | -           | -           | 0      | 0      |
| 2006-2007       | Teuta           | KS              | 0          | 0          | CA              | 0               | 0               | -                  | -                  | -                  | -           | -           | -           | 0      | 0      |
| 2007-2008       | Teuta           | KS              | 0          | 0          | CA              | 0               | 0               | -                  | -                  | -                  | -           | -           | -           | 0      | 0      |
| 2008-2009       | Teuta           | KS              | 4          | -?         | CA              | 2               | -?              | -                  | -                  | -                  | -           | -           | -           | 6      | 0+     |
| 2009-2010       | Teuta           | KS              | 16         | -17        | CA              | 3               | -?              | -                  | -                  | -                  | -           | -           | -           | 19     | -17+   |
| 2010-2011       | Teuta           | KS              | 32         | -39        | CA              | 2               | -?              | -                  | -                  | -                  | -           | -           | -           | 34     | -39+   |
| 2011-2012       | Teuta           | KS              | 26         | -18        | CA              | 6               | -2              | -                  | -                  | -                  | -           | -           | -           | 32     | -20    |
| 2012-2013       | Teuta           | KS              | 24         | -24        | CA              | 4               | -10             | UEL                | 2                  | -9                 | -           | -           | -           | 30     | -43    |
| 2013-2014       | Teuta           | KS              | 26         | -30        | CA              | 2               | -4              | UEL                | 2                  | -3                 | -           | -           | -           | 30     | -37    |
| 2014-2015       | Teuta           | KS              | 32         | -47        | CA              | 3               | -2              | -                  | -                  | -                  | -           | -           | -           | 35     | -49    |
| 2015-2016       | Teuta           | KS              | 0          | 0          | CA              | 0               | 0               | -                  | -                  | -                  | -           | -           | -           | 0      | 0      |
| Totale Teuta    | Totale Teuta    | Totale Teuta    | 160        | -175+      |                 | 22              | -18             |                    | 4                  | -12                |             | -           | -           | 186+   | -205+  |
| Totale carriera | Totale carriera | Totale carriera | 160+       | -175+      |                 | 22              | -18             |                    | 4                  | -12                |             | -           | -           | 186+   | -205+  |